# 933
Раннє Середньовіччя  •  Епоха вікінгів  •  Золота доба ісламу  •  Реконкіста

## Геополітична ситуація
У Візантії  правили Роман I Лакапін та, формально, Костянтин VII Багрянородний. Італійським королем був Гуго Арльський,
Західним Франкським королівством правив Рауль I (король Франції), Східним Франкським королівством — Генріх I Птахолов.
Північ Італії належить Італійському королівству, середню частину займає Папська область, герцогства на південь від Римської області незалежні, деякі області на півночі та на півдні належать Візантії, інші окупували сарацини. Південь Піренейського півострова займає Кордовський халіфат, в якому править Абд Ар-Рахман III. Північну частину півострова займають королівство Астурія і королівство Галісія та королівство Леон  під правлінням Раміро II. 
Королівство Англія очолює Етельстан.
Існують слов'янські держави: Перше Болгарське царство, де править цар Петро I, Богемія, Моравія, Хорватія, королем якої є Терпимир II, Київська Русь, де править Ігор. Паннонію окупували мадяри, у яких ще не було єдиного правителя.
Аббасидський халіфат очолив аль-Кахір, в Іфрикії владу утримують Фатіміди, в Середній Азії — Саманіди. У Китаї триває період п'яти династій і десяти держав. Значними державами Індії є Пала, держава Раштракутів, Пратіхара,  Чола. В Японії триває період Хей'ан. На північ від Каспійського та Азовського морів існує Хозарський каганат.

## Події
- Фатіміди спробувати відбити Магриб у місцевих правителів, яких підтримували Омеяди з Кордовського халіфату, але зазнали невдачі.
- Східно-франкський король Генріх I Птахолов завдав поразки мадярам у битві при Ріаде.
- Нормандський герцог Вільгельм Довгий Меч захопив півострів Котантен у Бретані та острів Джерсі.
- Рудольф II Бургундський приєднав до своїх володінь у Верхній Бургундії Нижню Бургундію.
- У Франції продовжувалася війна між королем Раулем I та Гербертом де Вермандуа.